# Фаасалелеага
Фаасалелеага (самоан. Fa'asaleleaga) — административный округ Самоа, расположенный на восточной части острова Савайи. Площадь округа — 266 км². Население — 13 736 жителя (2011). Административный центр — Сафотулафаи, где вожди округа заседают в Фуифату малае.
Фаасалелеага населяют представители клана Малиетоа, поэтому округ тесно связан с округом Туамасага. Мнение старейшин Сафотулафаи всегда учитывается старейшинами Малие (Туамасага) при избрании носителя титула Малиетоа. Сафотулафаи имеет также тесные связи с деревней Салеаула (Гагаэмауга).
На территории округа находится деревня Сапапалии, где в 1830 высадился Джон Уильямс, первый христианский миссионер на островах Самоа. Деревня Сапапали была построена членами клана Малиетоа в 1750 году, когда туда переселился Малиетоа Тиа. Именно здесь в 1830 году Малиетоа Ваиинупо встретил прибывшего на остров Джона Уильямса.
В XX веке ещё одна деревня округа — Салелолога — получила известность как торговый центр и крупнейший порт острова Савайи.